# Il signor di Pourceaugnac (Alberto Franchetti)
Il signor di Pourceaugnac è un'opera lirica di Alberto Franchetti, su libretto di Ferdinando Fontana. L'opera fu rappresentata per la prima volta al Teatro alla Scala di Milano il 10 aprile 1897.
Gli interpreti della prima rappresentazione furono:
| Ruolo                     | Interprete          |
| ------------------------- | ------------------- |
| Il Signor di Pourceaugnac | Edoardo Sottolana   |
| Sbrigani                  | Guglielmo Caruson   |
| Eraste                    | Alessandro Bonci    |
| Argante                   | Arcangelo Rossi     |
| Diaforius, medico         | Ruggero Galli       |
| Purgon, medico            | Gennaro Berenzone   |
| Tarquinius, chirurgo      | Alessandro Polonini |
| Fleurant, speziale        | Cesare De Rossi     |
| Cavillus, avvocato        | Luigi Francalancia  |
| Primo alabardiere         | Gusmano Barbieri    |
| Secondo alabardiere       | Ettore Borelli      |
| Giulia                    | Regina Pinkert      |
| Nerina                    | Olga Beduschi       |
| Lucietta                  | Maria Corti         |
| Un servo                  | N.N.                |
| DIRETTORE                 | Leopoldo Mugnone    |